# Holiday (film)
Holiday je americká screwballová komedie z roku 1938 režiséra George Cukora. Hlavní role ve filmu ztvárnili Cary Grant a Katharine Hepburnová.

## Příběh
Johnny Case (Cary Grant) je pohledný a pracovitý muž, který se během čtrnáctidenní dovolené v Lake Placid seznámil s Julií Setonovou (Doris Nolanová) a brzy se s ní chystá oženit. O své budoucí manželce však neví skoro nic a je velmi překvapen, když zjistí, že si bude brát mladší dceru velmi bohatého bankéře Edwarda Setona (Henry Kolker). Při první návštěvě v jejich domě se také setká s její starší sestrou – temperamentní Lindou (Katharine Hepburnová) a jejich bratrem – velkým alkoholikem Nedem (Lew Ayres). Krátce na to se Johnny také setká s jejich otcem, a udělá na něj dobrý dojem. Otec tedy s jejich svatbou souhlasí. Hned na to se chytne slova Linda a navrhne uspořádat malý silvestrovský večírek jen pro jejich přátele. Nakonec však její otec uspořádá velkou slavnost pro spoustu lidí a naštvaná Linda ji raději prosedí ve svém oblíbeném pokoji. Všichni se na ni dole ptají, a proto Julia pošle Johnnyho, aby ji přivedl.
Linda se však mezitím baví s Johnnyho přáteli Nickem a Susan Potterovými i se svým bratrem hraním loutkového divadla. Johnny se k nim s radostí přidá, ale krátce na to do pokoje vtrhne i Julia se svým otcem. Poté, co z pokoje všichni odejdou, pan Seton Sr. nabídne Johnnymu práci v jeho bance, kterou však Johnny odmítne a naštvaný Seton z pokoje také odejde. Jakmile se Linda opět vrátí, Julia jde zpět dolů a Johnny zůstane s Lindou o samotě. Poté co si spolu zatančí valčík se ji pokusí políbit, ale Linda ho však laskavě odmítne. Hned poté, co pan Seton oznámí jejich zasnoubení Johnny tiše a zklamaně odchází a s nikým se nerozloučí. 
Mezitím se Linda svěří svému věčně zarmoucenému a opilému bratrovi Nedovi, ale kvůli své milované sestře Julii bude muset city k Johnnymu potlačit. Aby se pokusila urovnat Johnnyho vztah s Julií, navštíví Potterovi zrovna když si balí kufry na cestu do Evropy. Brzy se také dozví, že s nimi pojede i Johnny s Julií. Mezitím však přijde telegram, že Julia jeho pozvání odmítla a Linda se rychle vydá domů Julii přemluvit. K Setonovým však právě dorazí i Johnny s kompromisem, že bude v bance pracovat dva roky, ale pokud nebude spokojen bude moci kdykoliv skočit. Pan Seton na jeho podmínku přistoupí a Julia s ním hned začne plánovat jejich líbánky. Jakmile však dojde řeč na jejich nové bydlení a najímání sluhů, Johnnymu dojde, že už Seton s Julií vše zařídili, což se mu rozhodně nelíbí. Julia také odmítne jeho další pozvání na cestu do Evropy, ale to už se Johnny sebere a odchází. 
Potterovi na něj již čekají a šťastný Johnny je překvapí zrušením jeho zásnub. Samou radostí udělá na chodbě svůj oblíbený přemet, ale jakmile spatří právě přicházející Lindu, překvapením spadne na břicho. Linda všechny pozdraví, Johnny ji chytne za ruku a konečně se políbí. 

## Obsazení
| Katharine Hepburnová  | Linda Setonová         |
| Cary Grant            | Johnny Case            |
| Doris Nolanová        | Julia Setonová         |
| Lew Ayres             | Edward „Ned“ Seton Jr. |
| Henry Kolker          | Edward Seton Sr.       |
| Edward Everett Horton | profesor Nick Potter   |
| Jean Dixonová         | Susan Potterová        |